# Sangalopsis coccineata
Sangalopsis coccineata là một loài bướm đêm trong họ Geometridae.